# Arthrodesmus bulnheimii
Arthrodesmus bulnheimii là một loài Song tinh tảo trong họ Desmidiaceae, thuộc chi Arthrodesmus.